# 梧州府
梧州府，中国明清时设置的府。

梧州府在广西省的位置（1820年）

明朝洪武元年（1368年）改梧州路置，治所在苍梧县（今广西壮族自治区梧州市）。辖境相当今广西壮族自治区梧州、苍梧、藤县、岑溪、容县、陆川、北流、玉林、博白及广东省怀集等市县。清朝雍正三年（1725年）分出鬰林州，升为鬱林直隸州，梧州府辖境缩小。1913年废。

## 延伸阅读
[在维基数据编辑]
 《欽定古今圖書集成·方輿彙編·職方典·梧州府部》，出自陈梦雷《古今圖書集成》